# Canberra Deep Space Communications Complex

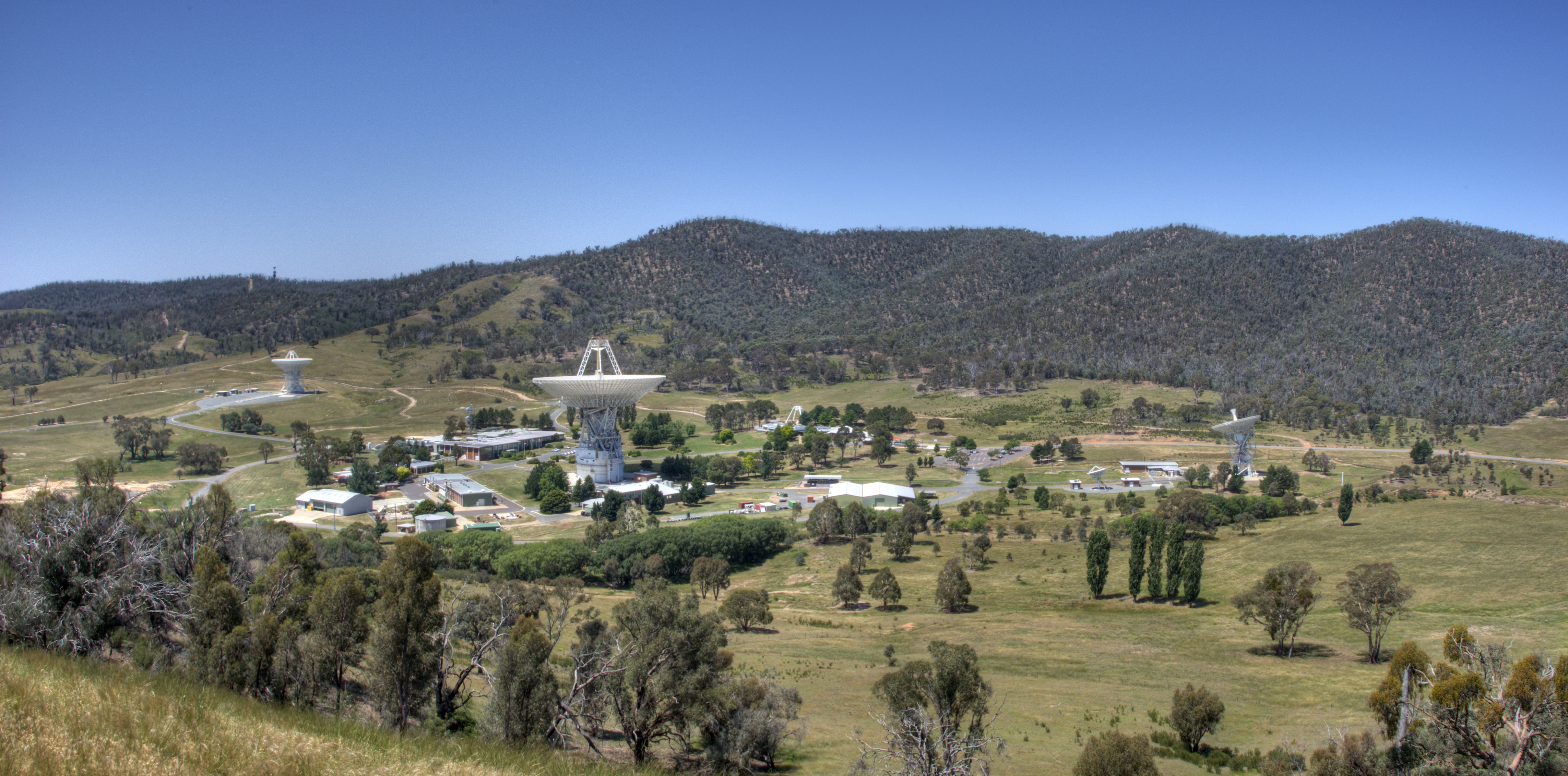
Il Canberra Deep Space Communication Complex

Il Canberra Deep Space Communication Complex (CDSCC) è un'installazione situata in Australia facente parte del network del Deep Space Network e gestita dallo CSIRO e dalla NASA.
Il complesso, situato nelle prossimità di Canberra, fu costruito nel 1965 e fu utilizzato nell'ambito del Programma Apollo.
Attualmente vi sono in uso tre grosse antenne, di cui una col diametro di 70 metri, e vi è in previsione la costruzione di altre tre antenne di 34 metri di diametro entro il 2015.
Il complesso è uno dei tre del mondo facenti parti del Deep Space Network, insieme al Goldstone Deep Space Communications Complex, situato in California e al Madrid Deep Space Communication Complex (Spagna).

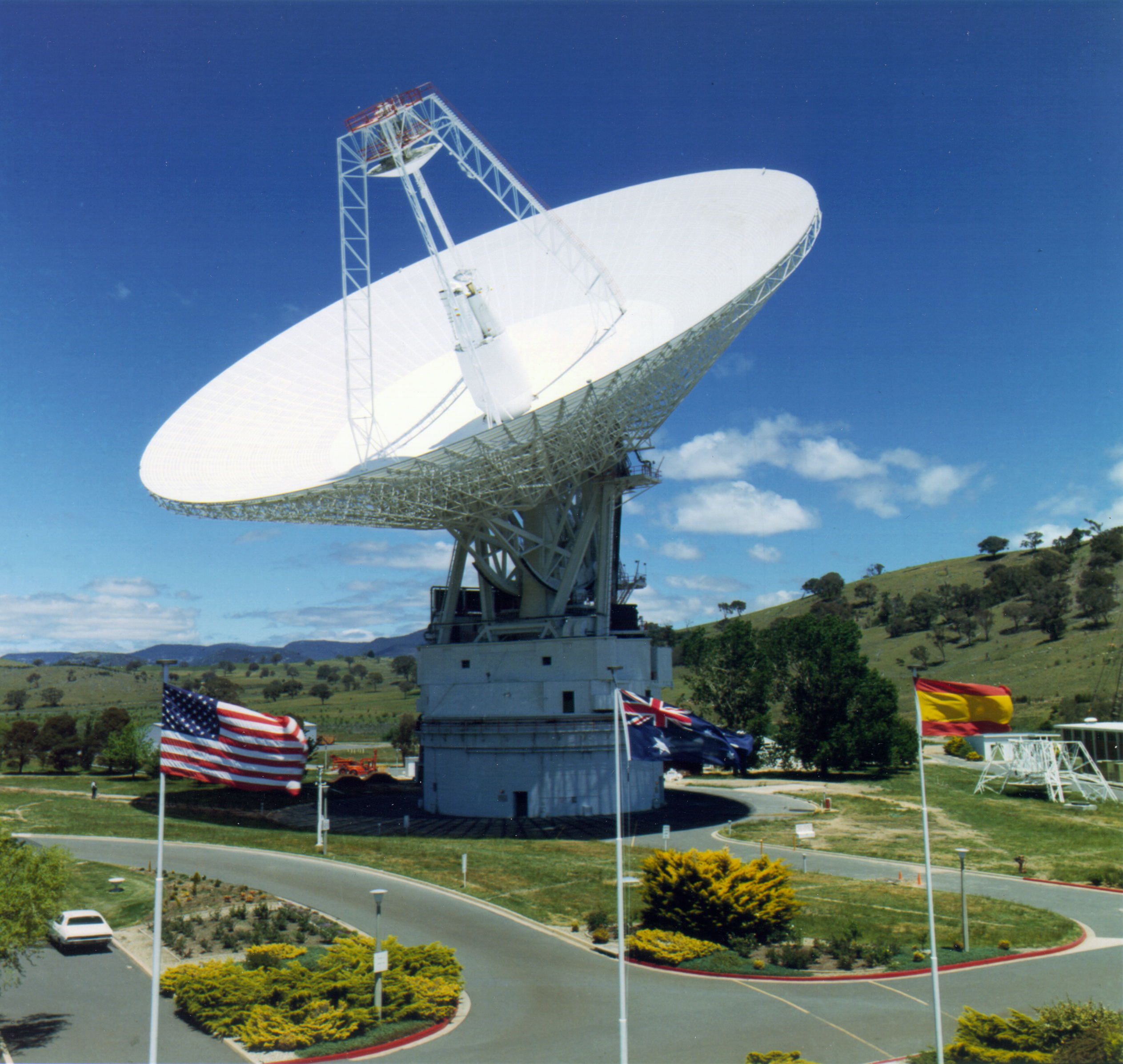
Una delle tre grandi antenne